# Monte Águila
Monte Águila (em castelhano Monte Águila), é uma cidade chilena localizada na Região no Bio Bio, na comuna de Cabrero.. O último censo, realizado em 2017, afirma que Monte Águila possui 6.574 habitantes A cidade de Monte Águia é uma cidade chilena, que se caracteriza principalmente pela influência das ferrovias na região, especialmente no século XIX.

## História
A história remonta a partir da existência de Mapuche e Arauco, agrupados na área de Monte Aguila, pertencente à sub-delegação de Yumbel. Em 1852, esse grupo de nativos, liderado por Lonco Ñancomawuida, é forçado a deixar a terra como resultado da colonização lei, ordenada pelo governo de Manuel Montt, por isso que foram colonizadas por imigrantes alemães, liderados por Hans Frank e Martin Worman. Um evento importante na formação de Monte Águia, foi a construção ferroviária estatal em 1864. Após a Guerra do Pacífico (1880), a cidade serve como um transporte e carregamento de armas e soldados futuros que foram transportados em carrinhos e vagões ferroviários. Já em 1887, uma ligação comercial entre Monte Águia ea cidade Argentina de Neuquén, que durou até 1968, um período em que houve um grande desenvolvimento econômico e social para Monte Águia é criado. A chave para a consolidação de Monte Águia orfirio Ahumada, de nacionalidade chilena e parceiros Corsini (Argentina), Carlos Viel (engenheiro) Martin Worman e Horacio del Río. Sem dúvida, esta chave na formação de Monte Águia atualmente permite que nossa cidade para consolidar e obter um rápido crescimento, tornando-se um desenvolvimento social e cultural.

## Geografia
A cidade está localizada na Depressão Intermediária, a 19,67 km (12 milhas) da fronteira regional de Ñuble-Biobío. A altitude da cidade é de 115 metros acima do nível do mar.

### Fenômenos sismológicos
Devido à sua localização no Anel de Fogo do Pacífico, grande parte do Chile foi afetada por desastres naturais sísmicos. Os que mais afetaram a cidade foram os terremotos de 1960 e de 2010, que causaram uma série de danos. Outras catástrofes afetaram a cidade recentemente, incluindo um tornado na cidade vizinha de Los Angeles e uma grande inundação, devido às fortes chuvas em julho de 2019.

### Clima
A cidade possui um clima mediterrâneo, com estações muito marcadas e períodos de seca e chuva com duração semelhante.

## Política e governo

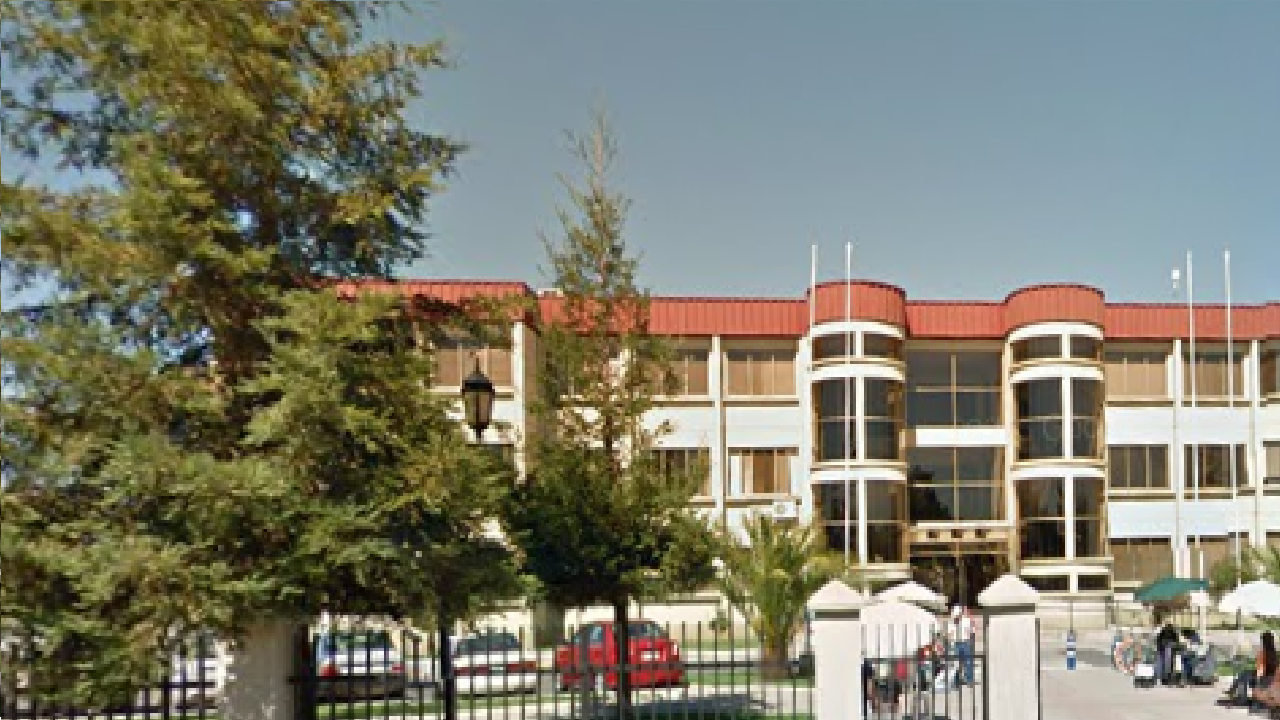
Município de Cabrero.

### Administração
No Chile, a comuna é a menor subdivisão territorial; no entanto, o Monte Águila não é uma comuna, portanto está subordinada a uma, neste caso, à comuna de Cabrero. Como parte de Cabrero, eles têm o direito de votar como cidadãos da comuna para escolher suas autoridades municipais (1 prefeito e 6 vereadores), que são eleitos a cada quatro anos. Desde 2012, o prefeito de Cabrero é Mario Gierke Quevedo.

### Evolução histórica
Até 1974, o Chile é subdividido em províncias, departamentos, subdelegações e distritos. Durante esse período, o Monte Águila pertencia à subdelegação de Yumbe l.. Com a nova divisão administrativa, imposta pelo regime ditatorial de Augusto Pinochet, Monte Águila permaneceu como uma comunidade no município de Cabrero, sendo governado por um prefeito designado até 1992, quando no final da ditadura militar uma eleição municipal foi convocada. Em 1992, quando no final do regime militar, o primeiro prefeito a voltar à democracia, Hasan Sabag Castillo (DC), que estava no cargo até 2012, foi convocado para as eleições municipais

### Símbolos da cidade

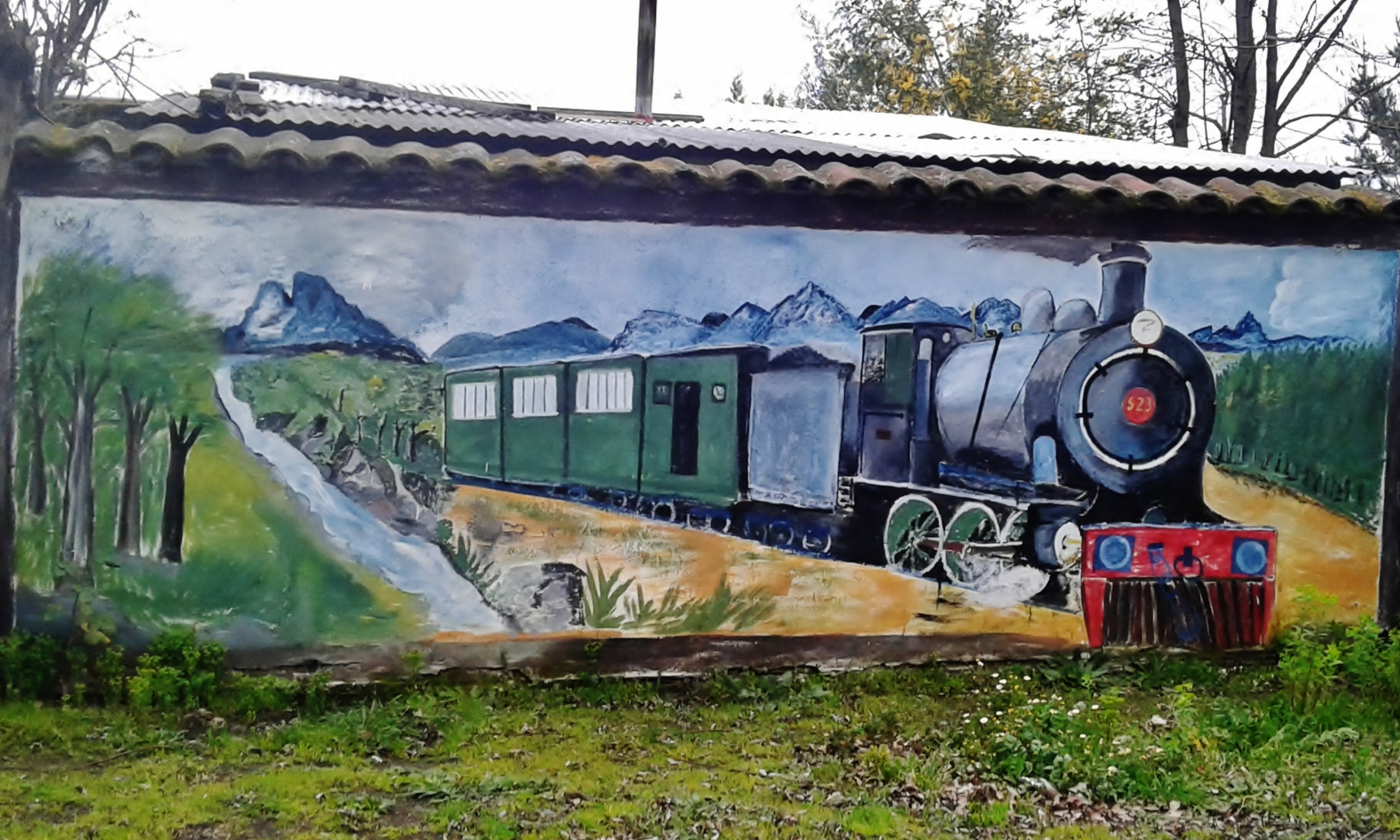
Mural representando um trem ou comboio, de Raúl Caces Torres.

A identidade da cidade de Monte Águila está intimamente ligada ao seu passado histórico e suas origens. Apesar da falta de um escudo ou bandeira oficial, existem dois elementos muito importantes na cultura da cidade. Uma delas é a águia, que tem o mesmo nome de Monte Águila e seus primeiros habitantes, principalmente de Lonco Ñancomahuida., para que esse símbolo possa ser reconhecido em diferentes partes, como nos mosaicos da praça principal, clubes esportivos, o escudo de instituições como a escola "Orlando Vera Villarroel", etc. O outro elemento importante da identidade de Monte Águila é, sem dúvida, o trem, e tudo relacionado à indústria ferroviária, graças à qual nasceu a primeira vila no início do século XX e a partir da qual, após o declínio do transporte de trem, apenas ruínas e restos do que era essa época Prova disso são as séries de referências existentes na cidade para esse transporte, como mosaicos na praça principal, murais, representações artísticas, clubes esportivos, conselhos de bairro (no Chile, juntas de vecinos), etc.
A identidade da cidade deu a seus habitantes o desejo de maior independência e constituir uma comunidade separada de Cabrero, o que, até agora, não era assim. Durante a administração do prefeito Hasan Sabag Castillo, muitas pessoas de Monte Águila expressaram certo desinteresse por parte do município de Cabrero, sentindo-se marginalizadas das decisões municipais por estar em segundo plano em sua escala prioritária. Atualmente, embora a cidade tenha tido um grande avanço na última década, esse sentimento de independência ainda persiste, sendo sua principal motivação a série de características e elementos culturais e históricos que, para muitos cidadãos da cidade, a diferenciam de Cabrero, a principal cidade.

## Demografia
O historiador Tito Figueroa argumenta que, a partir do censo de 1907, uma estatística demográfica oficial pode ser obtida para a cidade, na época com 91 habitantes.. Sem dúvida, o "Ferrocarril del Sur", a construção da ferrovia que ligava Monte Águila à província argentina de Neuquén e o aumento da produtividade das fazendas da região deram vida a esse núcleo urbano. Prova disso foi o rápido crescimento populacional, atingindo quase mil habitantes nos anos 30 e dobrando 30 anos depois. De acordo com o censo de 1992, na época tinha 5207 habitantes e, posteriormente, de acordo com o censo de 2002, Monte Águila possuía 6.090 habitantes. O último censo, realizado em 2017, afirma que Monte Águila possui 6.574 habitantes

### Distribuição da população
A população de Monte Águila é distribuída homogeneamente em seu território, dividida em vilas, destacando a chamada "11 de septiembre", o mais populoso da cidade. O Monte Águila foi formado sob os princípios da planta ortogonal, desde a estação até o leste.

## Religião

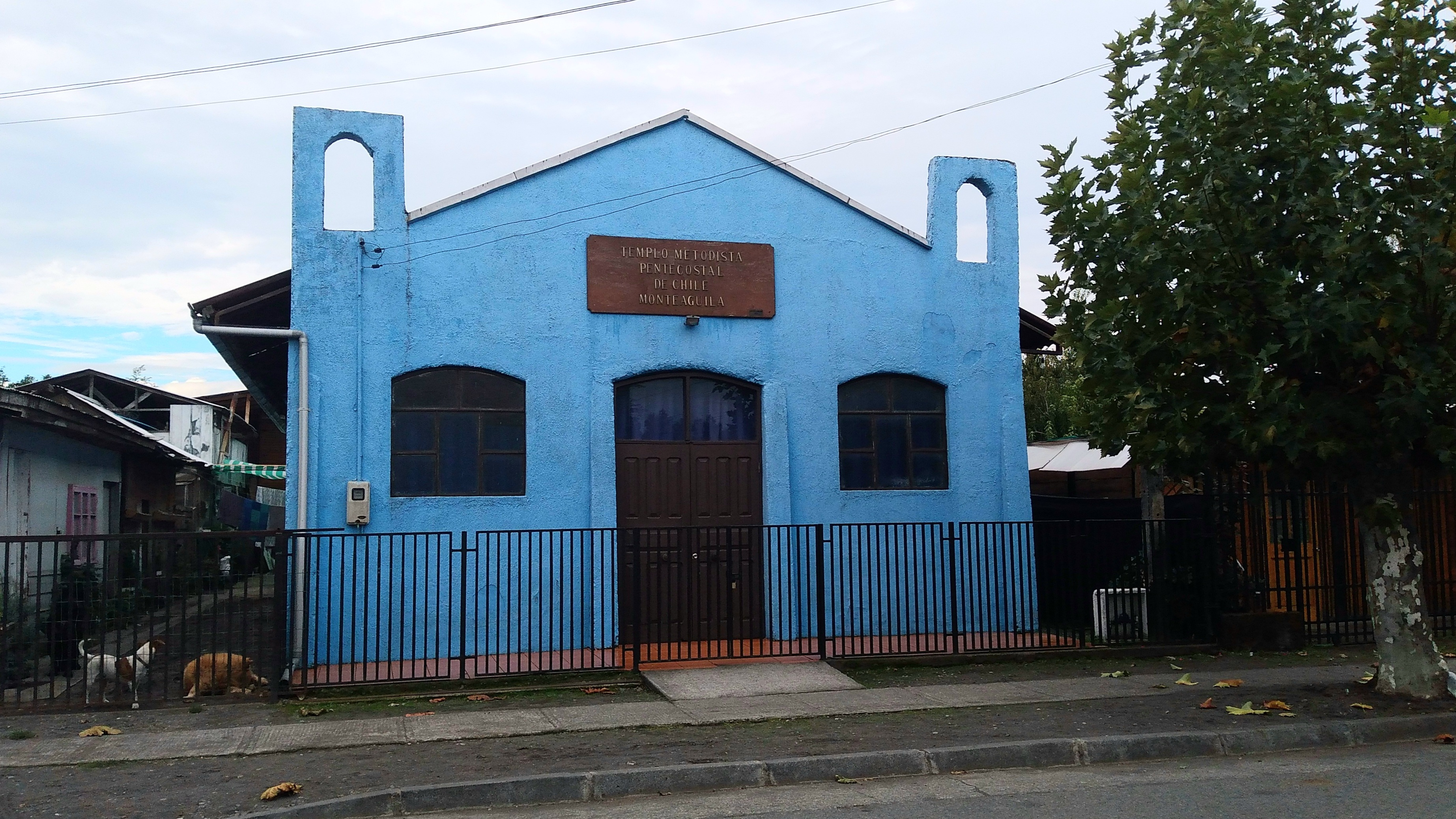
Igreja cristã protestante em Monte Águila.

Embora o censo chileno mais recente, realizado em 2017, não tenha investigado a religião da população, a referência mais próxima a esse respeito corresponde ao censo de 2002, que afirmou que na região de Biobío havia mais de 1.000.000 de cristãos católicos, mais de 300.000 cristãos protestantes, cerca de 11.000 testemunhas de Jeová e uma presença sem importância de judeus, ortodoxos e muçulmanos. Quanto às pessoas que não professam nenhuma religião (ateus e agnósticos), o número era de mais de 100.000 pessoas
Sem dúvida, esses números mudaram durante esse período, o que, embora não seja verificado em números, é corroborável em fatos. Hoje existe uma igreja católica em Monte Águila, a Capela "Nuestra Señora del Carmen", que remonta ao final do século XIX, quando Monte Águila não passava de uma pequena fazenda com muito poucas casas, estando no início de madeira e após um acidente que causou um incêndio que a destruiu, foi feita a atual construção de cimento que persiste até hoje.
Também deve ser notada a existência de várias igrejas do culto cristão protestante do ramo pentecostal.

## Cultura e sociedade

### Patrimônio e monumentos
A maioria dos monumentos do Monte Águila está localizada na praça principal, entre os quais se destacam uma série de implementos anteriormente utilizados na indústria ferroviária, como El Caballo de Agua e o Interruptor da estrada de ferro. Outro que queria ter é um trem que, pertencente à Empresa de Ferrocarriles del Estado (EFE), não foi possível de instalar. No entanto, seus trilhos são instalados na praça principal como outro monumento. 
Outro importante destaque é o monólito conhecido como 'Piedra Bienvenido a Monte Águila' (Monólito 'Bem-vindo ao Monte Águila', en español), localizado na rua Zañartu, que data da festa anual Semana Monteaguilina em 1997.

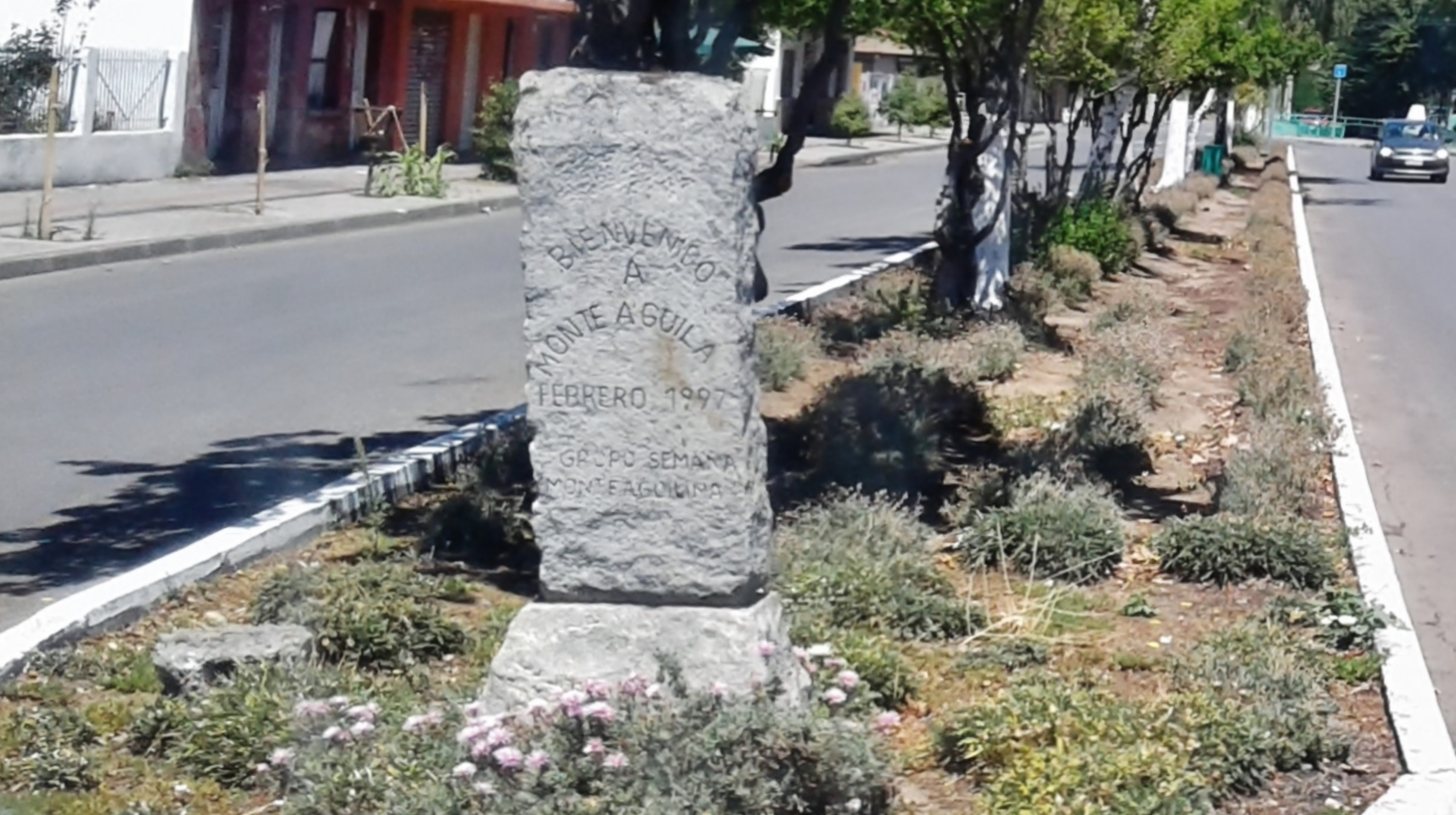
'Piedra Bienvenido a Monte Águila'.
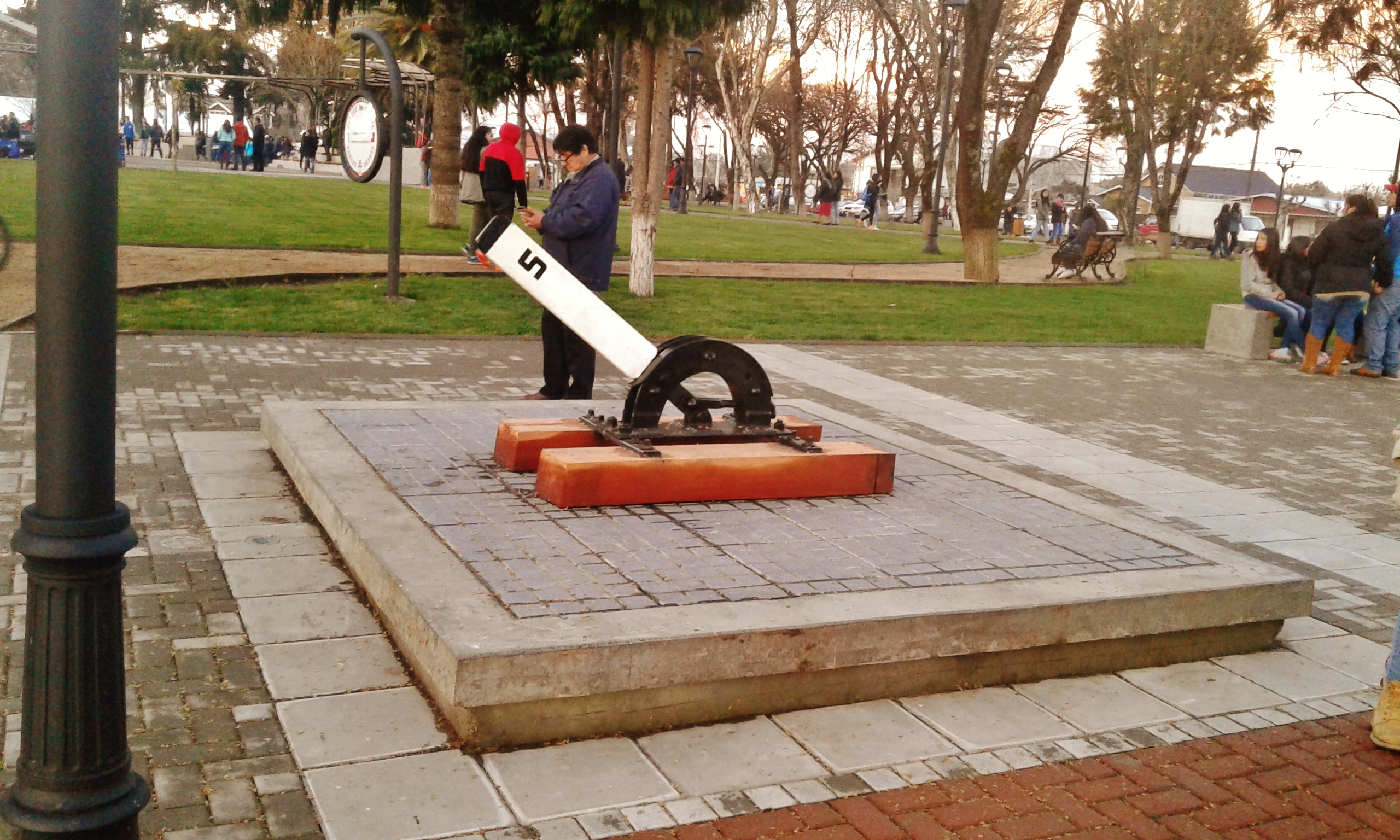
Interruptor da estrada de ferro.
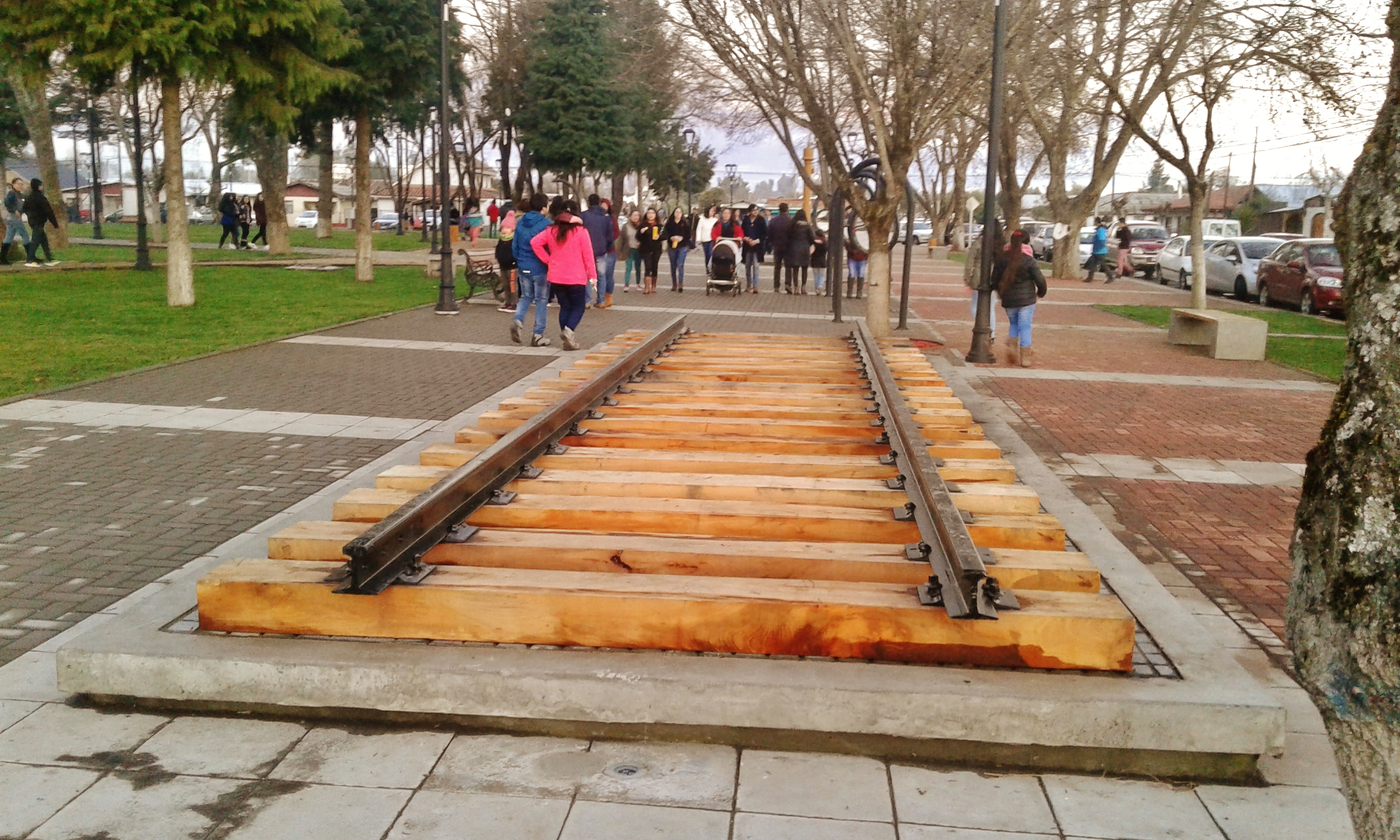
Trilhos de trem.

### Atividades culturais e de entretenimento

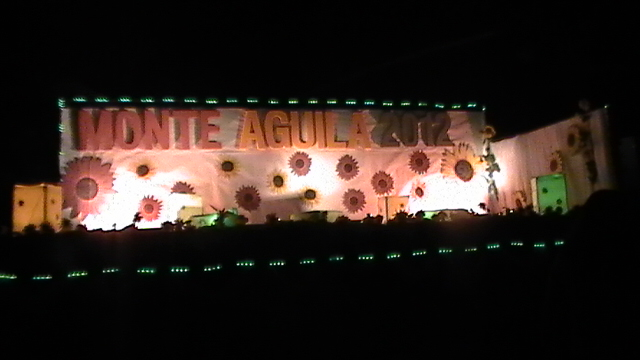
Carro alegórico do carnaval durante a celebração da "Semana Monteaguilina" em 2012.

O Monte Águila tem uma série de atividades tradicionais, que acontecem ao longo do ano. Os mais importantes são os seguintes:

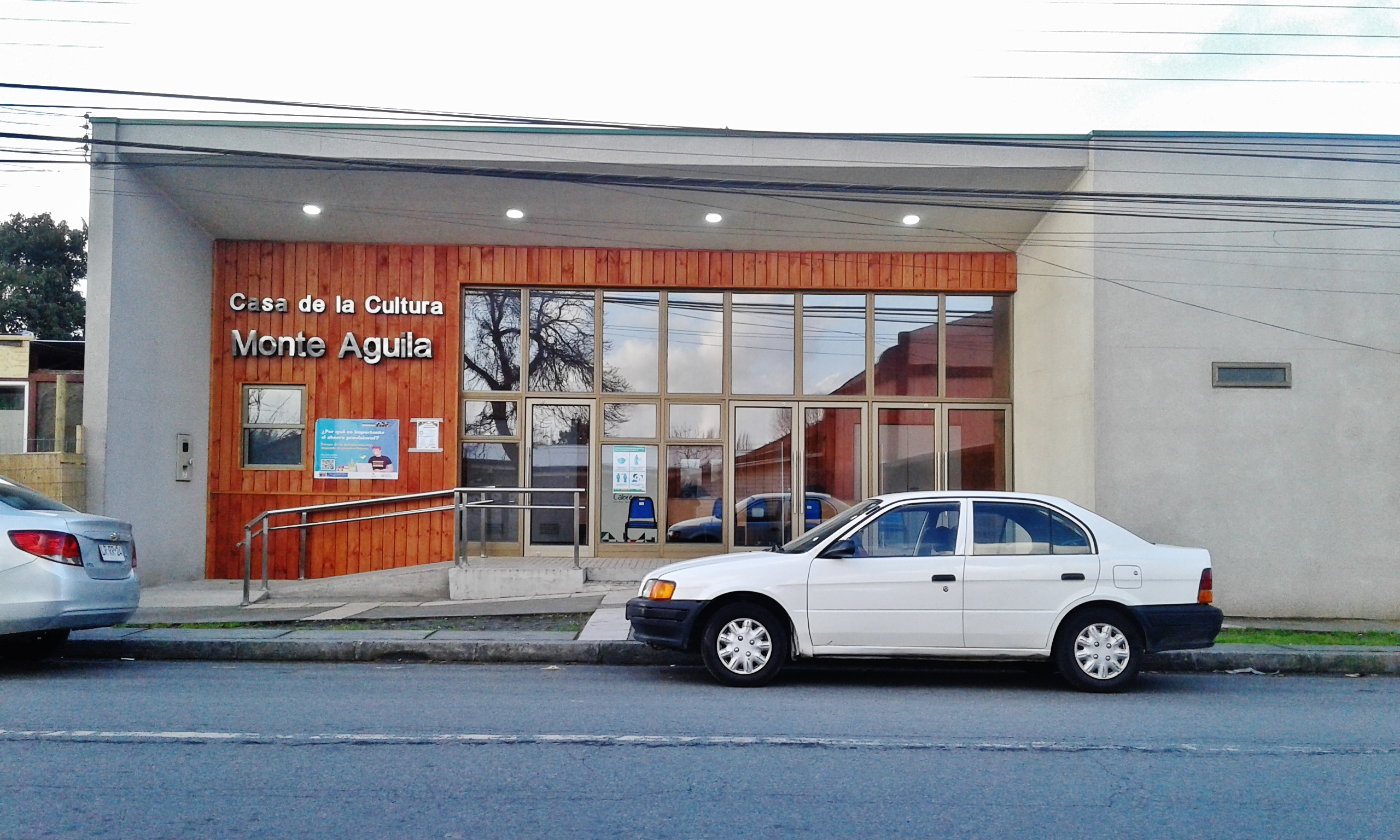
Centro cultural do Monte Águila.

- El Verano Monteaguilino: El Verano Monteaguilino (espanhol para Verão Monteaguilino), também chamado Febrero Monteaguilino (espanhol para Fevereiro Monteaguilino), na data em que é feito, e anteriormente conhecido como Semana Monteaguilina. Embora a data de fundação do Monte Águila seja desconhecida até hoje, o aniversário da cidade é tradicionalmente comemorado em fevereiro. Dependendo do ano, pode durar um mês ou uma semana. Nele, são realizadas uma série de disciplinas artísticas, esportivas e recreativas, além de convidar artistas de reconhecimento nacional e internacional e terminam com uma noite de carnaval, onde são exibidos figurinos, comparsas e carros alegóricos artesanais. No início, era realizado pela mesma comunidade, mas desde 2011 é realizado pelo município de Cabrero[16]. Os principais eventos são geralmente realizados em três locais específicos, a Praça Principal, o Ginásio Municipal e o Complexo Esportivo.
- Cruz de Mayo: Este é o nome dado no Chile à renomada festa hispânica Cruz de Mayo (em espanhol para Cruz de Maio), muito comum nos países da América Latina.É a celebração típica de um dos festivais do rito romano para celebrar o culto da Cruz de Cristo, que no Chile é comemorado com uma série de elementos típicos e próprios, como a música tradicional "Aqui vai a Cruz de Mayo, visitando seus devotos com uma pequena vela e um pouco de mosto", com a qual o dinheiro é arrecadado para os necessitados. Embora a data de acordo com o rito romano seja 3 de maio, o primeiro fim de semana desse mês geralmente é comemorado em Monte Águila. Possui uma amostra variada de elementos típicos chilenos, como gastronomia, artesanato e danças folclóricas.[17]
- Fiestas Patrias: Também conhecido popularmente como "El Dieciocho" (espanhol para O Dezoito) para a data em que ocorre, corresponde ao feriado que destaca os costumes e tradições típicas da identidade nacional e é uma das celebrações mais populares do Chile. Em Monte Águila, nessas datas, geralmente são realizadas muitas atividades próprias, entre as quais: "Mil Pañuelos al viento", uma atividade em que estudantes de escolas, professores e membros de várias instituições dançam várias cavernas na rua com roupas típicas chilenas; desfile e ato cívico das principais instituições da cidade em 17 de setembro; e as filiais tradicionais, sempre realizadas no Complexo Esportivo da cidade[18].

### Educação

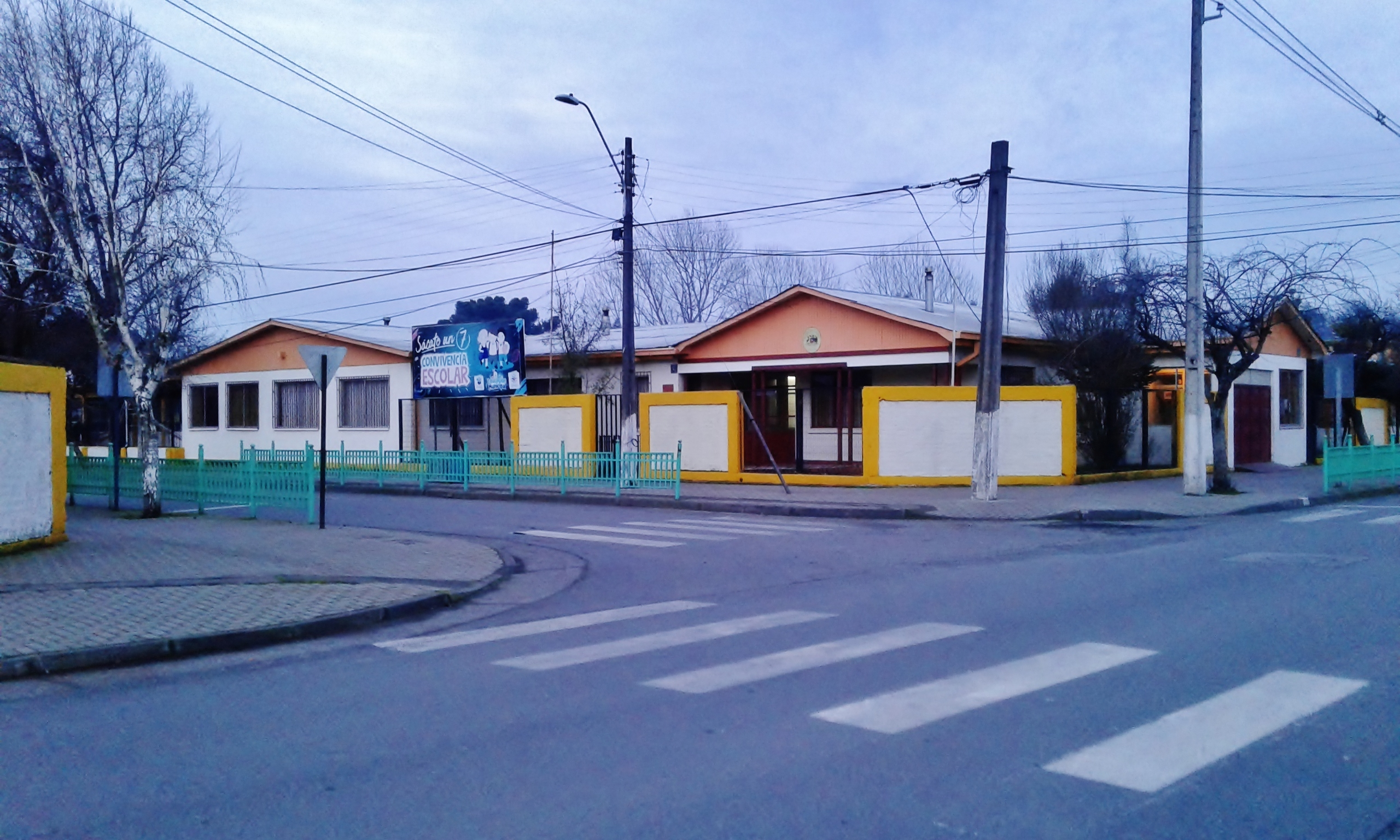
Escola primária "Orlando Vera Villarroel".

Existem estabelecimentos de ensino públicos e privados, que ensinam do ensino primária tao ensino médio.

#### Escolas públicas

##### Escolas primárias
- Escola primária "Orlando Vera Villarroel".

##### Escolas de ensino médio
- Escola Secundária "Óscar Bonilla Bradanovic".

#### Escolas particulares

##### Escolas primárias
- Escola Primária " Monte Águila College"
- Escola primária "Abel Inostroza Gutiérrez".
- Escola primária "Esperanza".

### Figuras proeminentes
- Edgardo Abdala, ex-jogador de futebol le atual treinador palestino-chileno.
- Luis Chavarria, ex-jogador de futebol chileno que jogou internacionalmente pela seleção nacional de futebol do Chile.
- Raúl Caces Torres, pintor, político e historiador chileno[19].
- Anwar Farrán Veloso, jornalista de televisão chileno. Ele trabalhou para as redes chilenas TVN e Mega.
- Enrique Edwards Orrego (†), empresário e político chileno[20].
- José Sepúlveda, "El Monteaguilino", folclorista chileno.

## Esportes

### Disciplinas esportivas

#### Futebol
Em Monte Águila, o esporte mais popular é o futebol, que se reflete principalmente na existência de dois clubes na cidade "Ferroviarios de Chile" e "El Águila", equipamentos rivais que jogam na associação local de futebol a que pertencem. a Associação Bio-Bio (Yumbel) da Associação Nacional de Futebol Não Profissional.do Chile ANFA.. Ambas as equipes exercem localidade no Estádio Municipal de Monte Águila Esses clubes de futebol caracterizam-se por serem espaços sociais reconhecidos por seu trabalho na cidade, sendo uma parte importante em seu desenvolvimento, social e esportivo.

#### Patins em linha
O Monte Águila tem sido, nos últimos anos, um importante centro de prática de patins em linha, com seu próprio clube chamado “Roller Monte Águila”, onde seus associados têm entre 3 e 30 anos de idade, e praticam hoje no Patinódromo de Cabrero, embora existam são planos para a construção de um em Monte Águila.

#### Automobilismo
Durante as Fiestas Patrias, também são realizadas competições amadoras de corridas de carros, chamadas piques ¼ de milla, durante o período de feriados nacionais. Isso costumava ser feito em terra, na rua próxima ao estado, mas atualmente a rua é pavimentada..A prática dessa disciplina tem sido criticada, uma vez que a cidade não possui a segurança necessária para praticar esse esporte. Isso seria demonstrado em setembro de 2019, quando, durante essa competição, ocorreu um acidente que causou quatro feridos.

### Instalações esportivas

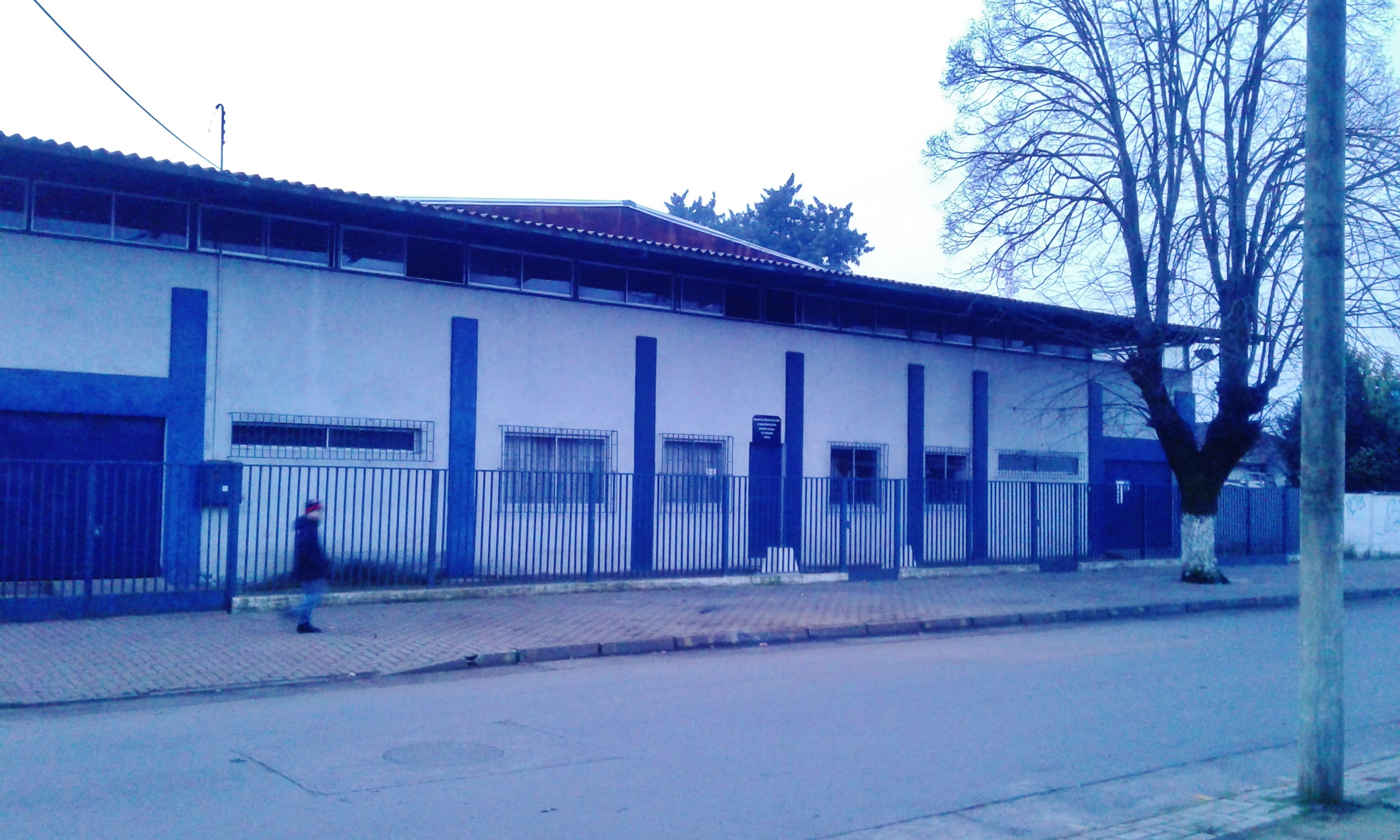
Ginásio Municipal de Monte Águila.

#### Ginásio Municipal de Monte Águila
Na Rua Carlos Viel, ao lado do anexo da Escola Primária Orlando Vera, fica o Ginásio Municipal de Monte Águila, um espaço público polivalente, usado principalmente para atividades esportivas, principalmente patins em linha, basquetebol e outras disciplinas esportivas variadas. Em 15 e 16 de setembro de 2018, a ginásio organizou um campeonato internacional de patins ou patins inline chamado "Competição Freestyle", com a participação de importantes skatistas nacionais e internacionais.
A ginásio também costuma ser usada para shows artísticos, como shows folclóricos (principalmente em setembro), shows e shows recreativos, este último especialmente como estrutura para comemorações como o Verano Monteaguilino.

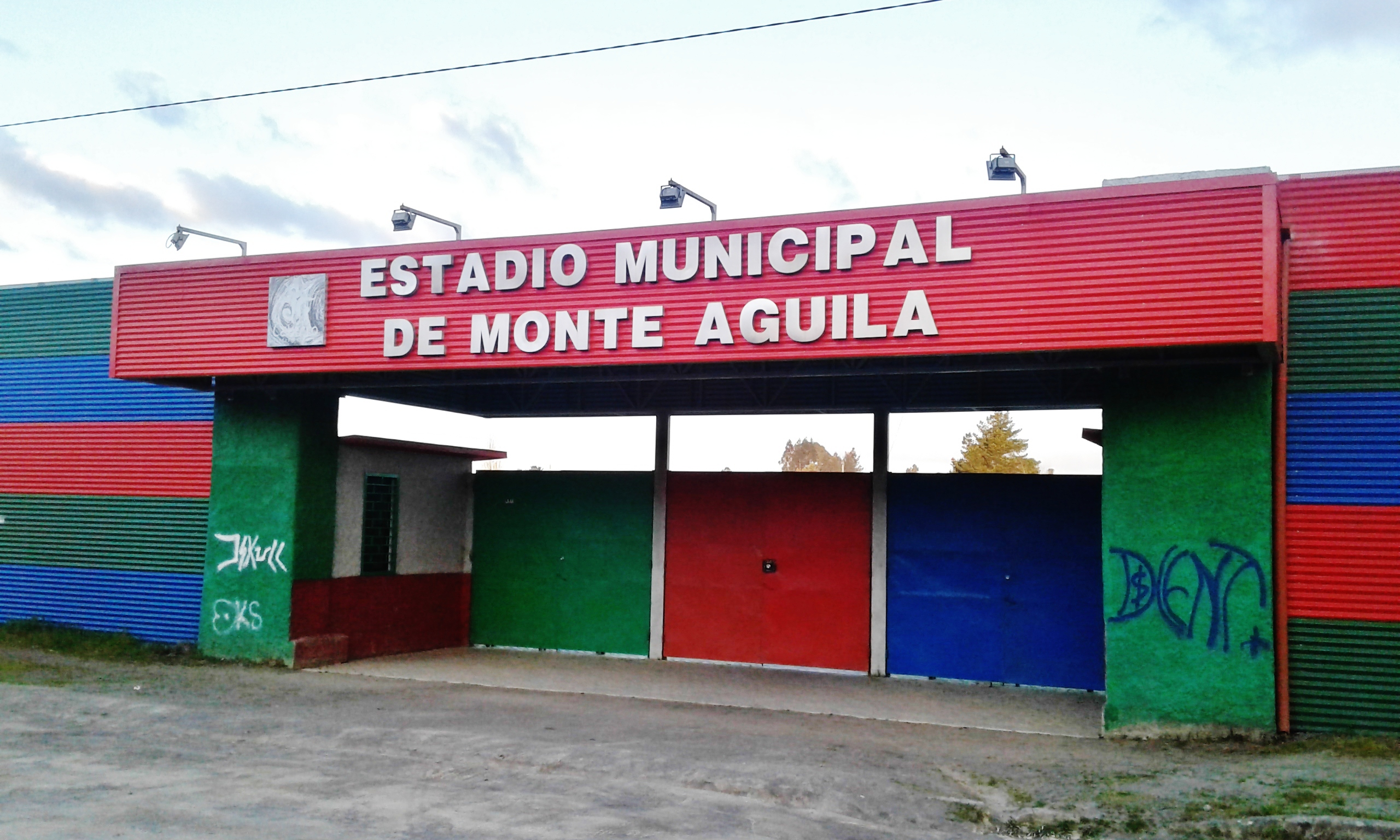
Estádio de futebol de Monte Águila.

#### Estádio de futebol de Monte Águila
O Monte Águila possui seu próprio estádio, localizado a noroeste da cidade. Por um tempo, permaneceu negligenciado, o que levou a sua reforma e reabertura em 2016, que passou a substituir a grama natural por grama sintética e a mudar completamente o estádio, que recebeu a certificação da FIFA. O esporte mais popular é o futebol, que se reflete principalmente na existência de dois clubes na cidade "Ferroviarios de Chile" e "El Águila", equipamentos rivais que jogam na associação local de futebol a que pertencem. a Associação Bio-Bio (Yumbel) da Associação Nacional de Futebol Não Profissional.do Chile ANFA.. Ambas as equipes exercem localidade no Estádio Municipal de Monte Águila. A equipe Cabrerino da Tercera División B do Chile, "Comunal Cabrero", ocasionalmente exerce a localidade no mesmo estádio

#### Complexo Esportivo
Recinto municipal localizado a alguns passos do estádio. Também costuma fazer atividades esportivas ocasionalmente. Inclui extensos metros de terra, além de seu próprio ginásio. Nos últimos tempos, este local é ocupado principalmente por coisas fora do próprio esporte, como eventos como Cruz de Mayo ou Ramadas, nas Fiestas Patrias.

## Meios de comunicação
Atualmente, em Monte Águila, vários serviços de comunicação estão disponíveis, desde telefones públicos até redes de banda larga sem fio. A telefonia fixa, cujo código telefônico é 43 (o mesmo da cidade de Los Ángeles), tem cobertura para todas as casas de Monte Águila por meio das empresas Movistar Chile, Claro Chile e Entel Chile, enquanto a telefonia móvel (responsável pela Movistar Chile, Entel, VTR Mobile, WOM e Claro Chile) tiveram um grande crescimento durante os anos 2000. Da mesma forma, os serviços de internet expandiram-se significativamente durante a mesma década, sendo a internet mais comum em residências, em contraste com o passado, onde era mais comum acessar esse serviço em cibercafés, hoje quase inexistentes na cidade. Em Monte Águila, a maioria dos canais de televisão ao ar livre em todo o país é recebida através de uma antena, com exceção do TV+ e do Telecanal. Essa cobertura evoluiu ao longo dos anos, desde que, até o início dos anos 90, apenas a Televisión Nacional do Chile e o Canal 13 podiam ser sintonizados, canais como Mega, Chilevisión e La Red chegando mais tarde. Igualmente importante é a menção ao Canal 9 Biobío Televisión (tradicionalmente conhecido como Canal Regional), que é transmitido da capital regional Concepción. A cidade também possui atualmente dois canais de televisão locais. Canal 11 Television e TVC Mi Canal, ambos canais de televisão a cabo com cobertura comunitária. Além disso, instituições como a Escola Primária Abel Inostroza Gutiérrez e a Escola Primária Orlando Vera Villarroel foram pioneiras na transmissão de conteúdo televisivo feito pelos próprios alunos dos estabelecimentos, com a ajuda de professores e acadêmicos.
Existem também serviços de TV paga, sendo os mais dominantes em Monte Águila as empresas Mundo Pacífico e TV Cable del Sur. Os canais de televisão disponíveis, nacionais e locais, são descritos abaixo:

### Canais de televisão

#### VHF

##### Canais de TV nacionais
- 3 La Red.
- 6 Televisión Nacional de Chile.
- 7 Canal 9 Bío-Bío Televisión.
- 9 Mega.
- 11 Chilevisión.
- 13 Canal 13.

##### Outros canais
- 2 Nuevo Tiempo (Igreja Adventista do Sétimo Dia do Chile).

#### Televisão à cabo

##### Canais de televisão locais
- 4 TVC Mi Canal (Cabrero) .
- 10 Juntos TV (Yumbel).
- 11 Canal 11 Televisión (Monte Águila)

## Galeria

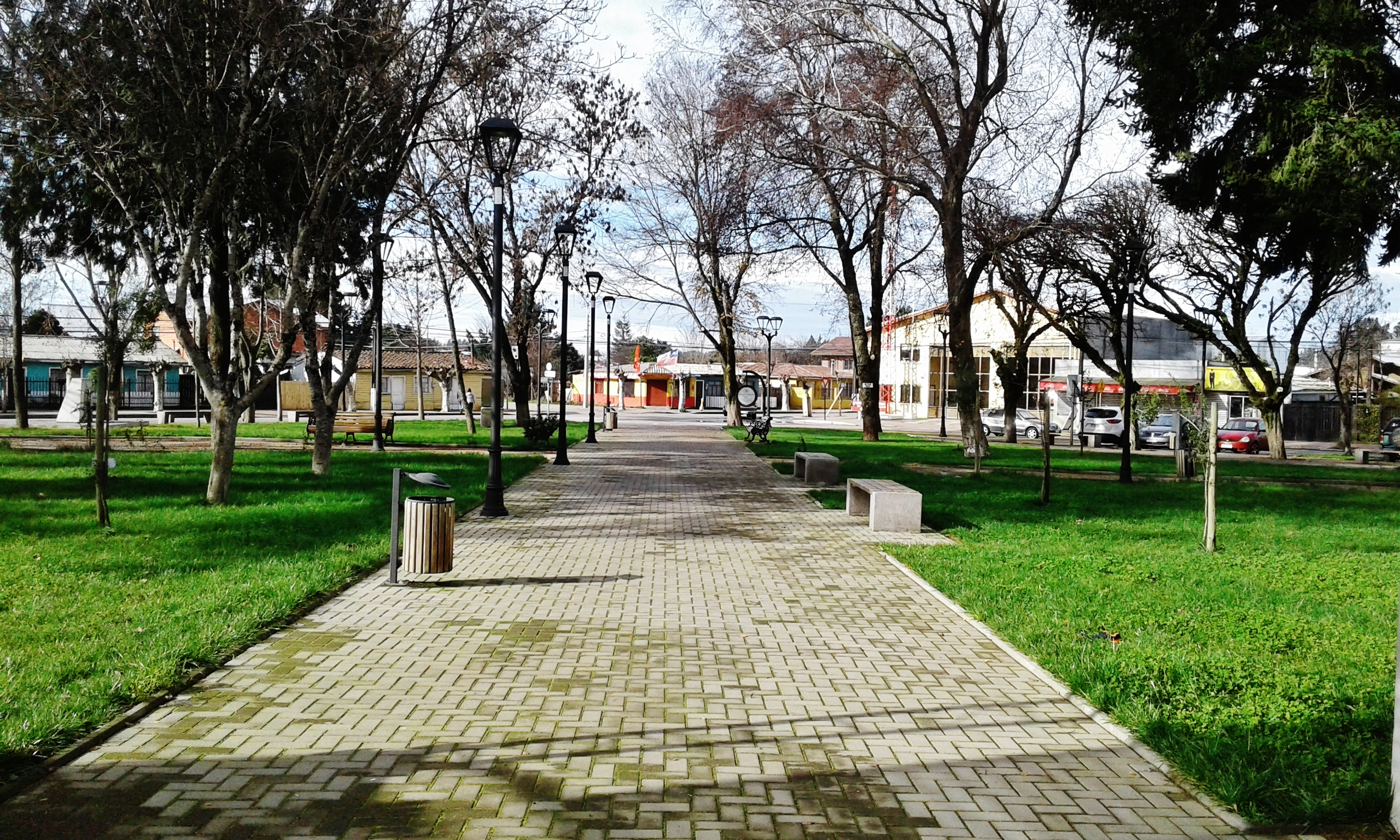
Praça principal.
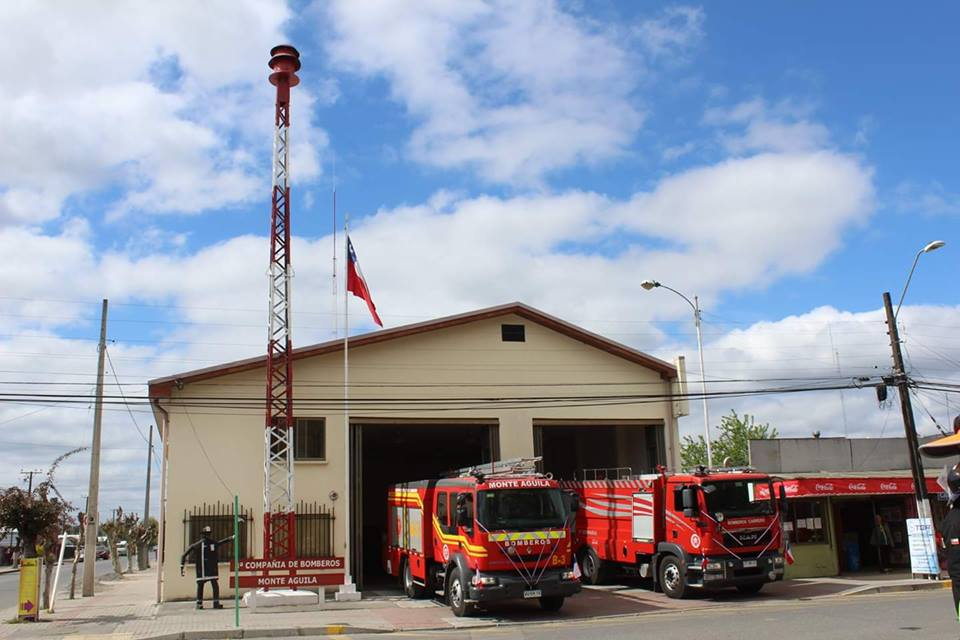
Terceiro Quartel dos Bombeiros de Cabrero, localizado em Monte Águila.
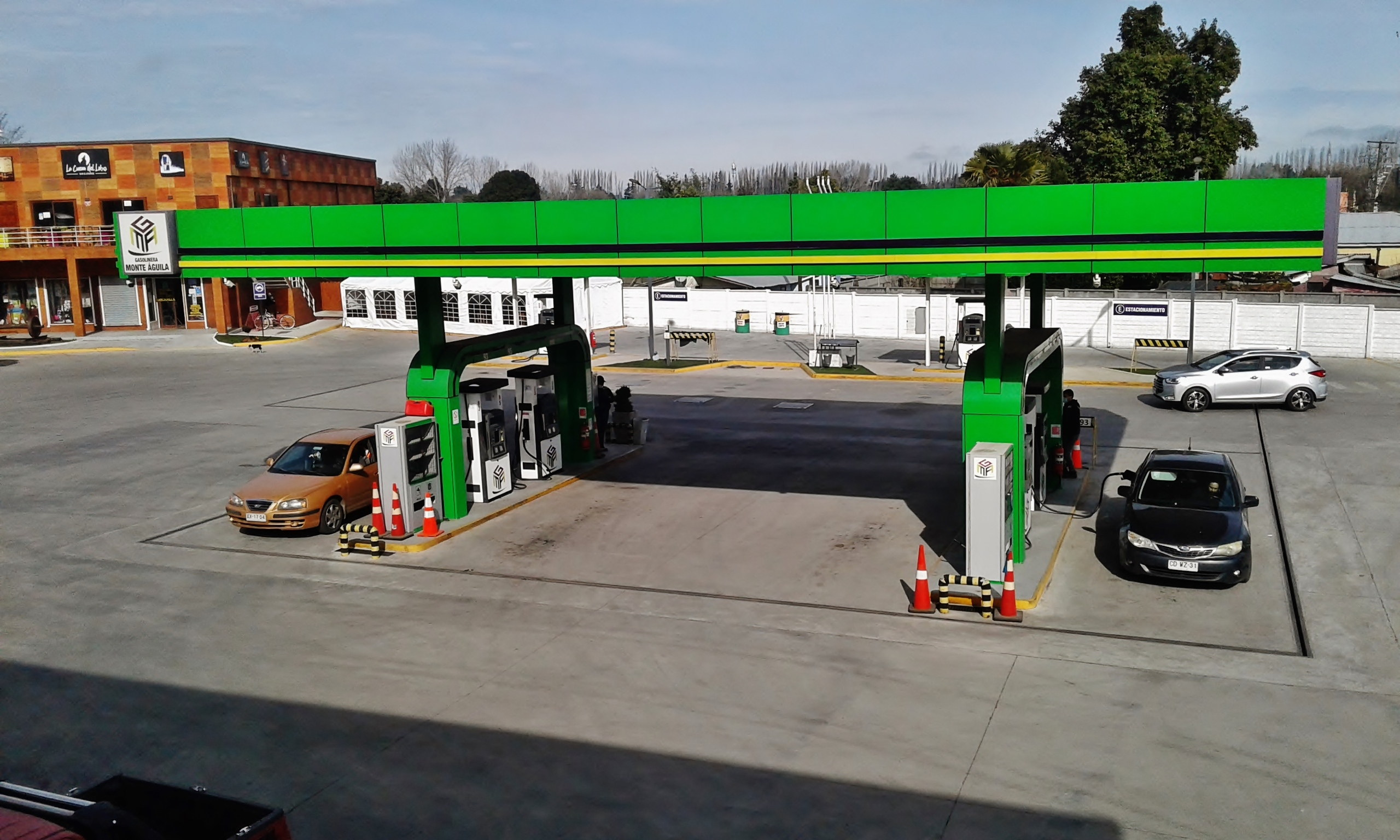
Posto de abastecimento em Monte Águila.
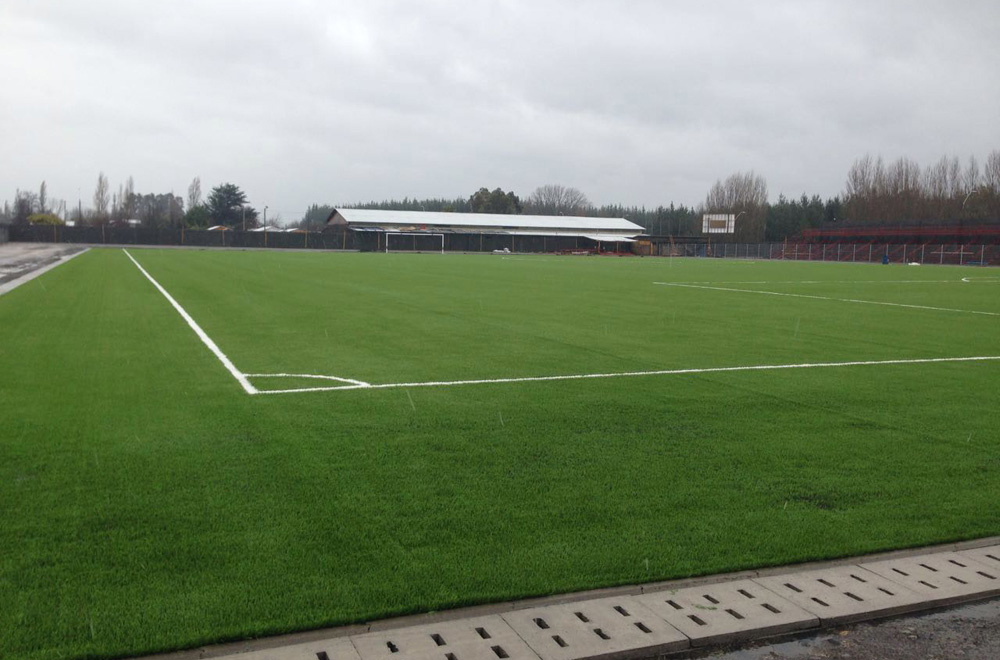
Estádio de futebol Monte Águila.